# Лукина (Шатровський район)
Лу́кина (рос. Лукина) — присілок у складі Шатровського району Курганської області, Росія. Входить до складу Дальньокубасовської сільської ради.
Населення — 7 осіб (2010, 14 у 2002).
Національний склад станом на 2002 рік: казахи — 93 %.